# Aeroporto Internacional de Volgogrado

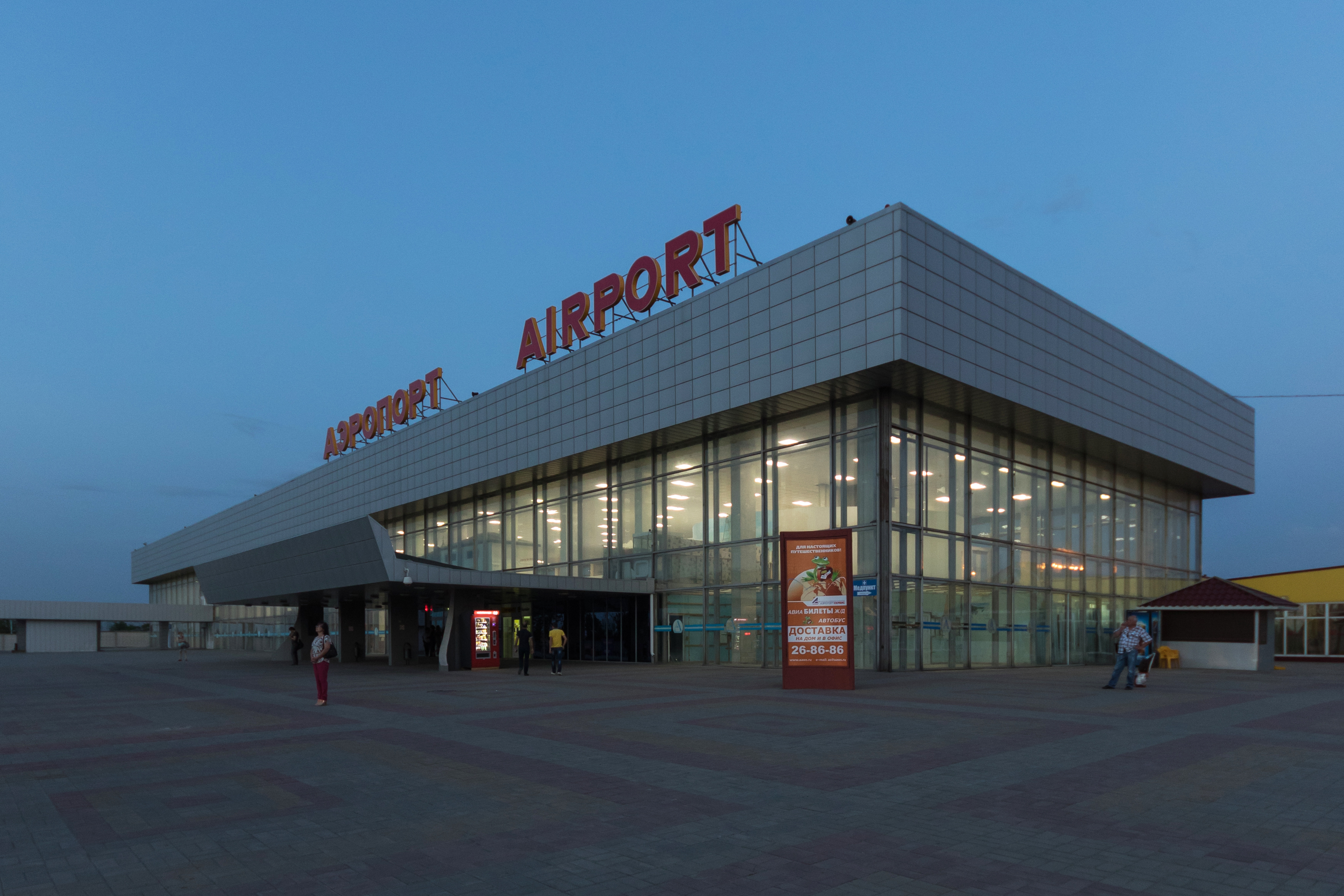
Aeroporto Internacional de Volgogrado

O Aeroporto Internacional de Volgogrado (em russo: Международный Аэропорт Волгоград) (IATA: VOG, ICAO: URWW) é um aeroporto internacional localizado na cidade de Volgogrado, na Rússia. 
Foram construídos uma nova pista e terminal inaugurados em 2018.
Em 2025 mudou de nome para aeroporto de Estalingrado.